# Länsi Mustasaari
Pour l’article homonyme, voir Korsholm.
Länsi Mustasaari (suédois : Västersvartö, français : Ile noire occidentale) est une île à Helsinki en Finlande.
Länsi Mustasaari fait partie du quartier de Suomenlinna. Les bâtiments fortifiés de Länsi Mustasaari font partie du dispositif de fortification de Suomenlinna.

## Description
L'île est longue et ovale.
À son Est se trouvent Iso Mustasaari, Pikku Mustasaari et Susisaari.
En 1747, un plan ambitieux est conçu pour fortifier l'île, qui ne se réalisera qu'en partie.
Länsi Mustasaari est reliée par un pont à Pikku Mustasaari et par cela aux autres îles de Suomenlinna.

## Bâtiments
Les bâtiments de Länsi Mustasaari ont pour adresse Suomenlinna E suivi de leur numéro.
| Carte des bâtiments de l'île Länsi Mustasaari (E)                 |
| Carte interactive de Suomenlinna (cliquer pour voir les détails). |

## Galerie

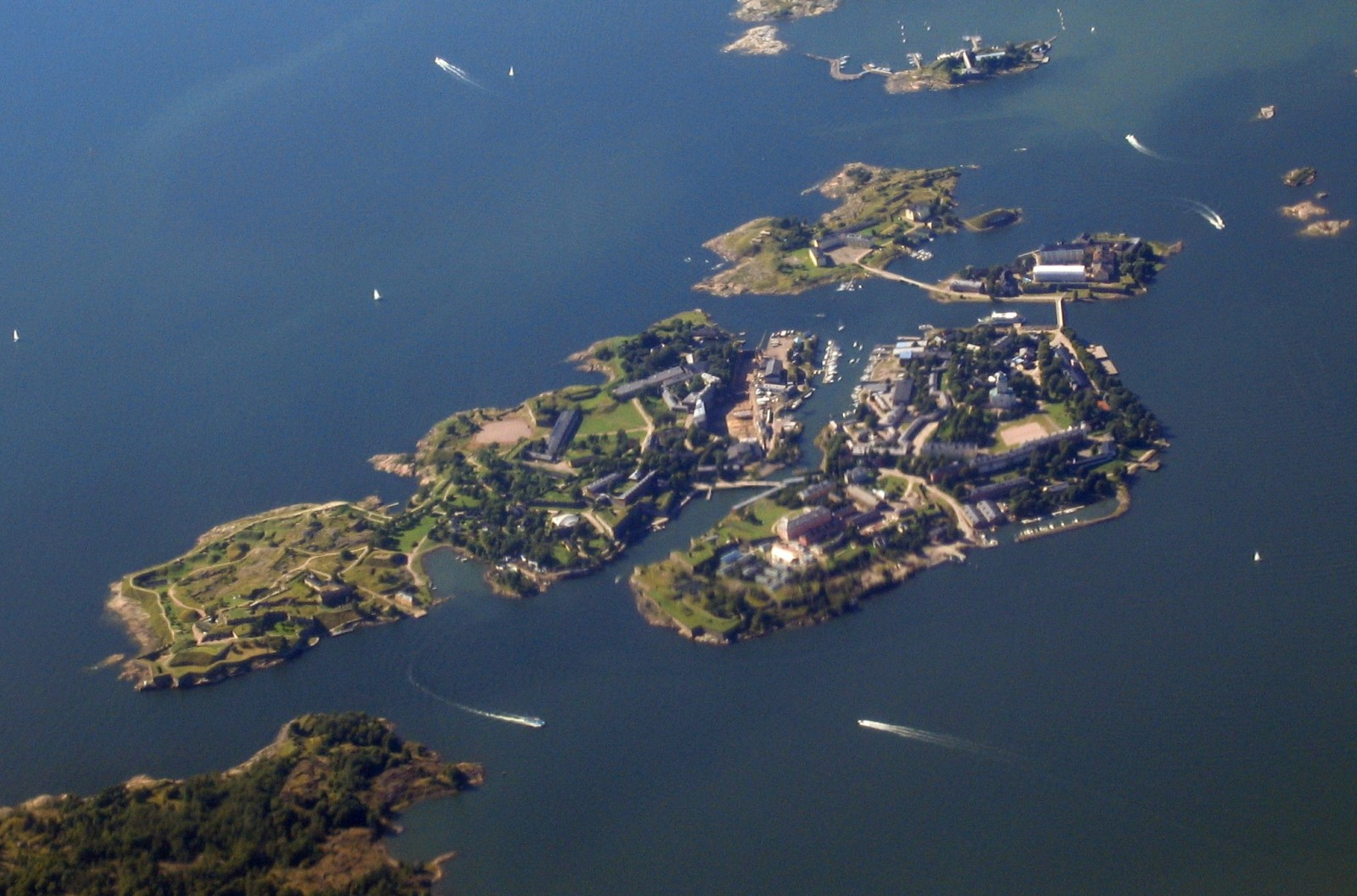
Vue aérienne des huit îles de Suomenlinna.